# 高顕寺 (備前市)
髙顯寺（こうけんじ）は、岡山県備前市吉永町八塔寺ふるさと村にある高野山真言宗の仏教寺院。山号は恵日山（えにちさん）。本尊は定朝作と伝えられる不動明王像・毘沙門天像（秘仏）

## 概要
JR山陽本線吉永駅から八塔寺川に添って上がると備前、播磨、美作の三ヶ国にまたがる海抜539メートルの八塔寺にある。元来は聖武天皇の御代に僧道鏡の開基と伝えられる古刹で、住時は山岳仏教の中心地として名を成した土地である。
盛時には八院六四僧坊や十三重塔など仏塔が建てられたとされる聖地あった。
1974年には県下で初めて、山上全体が、八塔寺ふるさと村 (岡山県)として登録され、保存・整備が行なわれている。

## 恵日山縁起
古代より山岳宗教の聖地として崇められた当地は、古代の製鉄技術者集団が活躍した歴史を持ち、かつては「八頭霊（はっとうち）」と呼ばれたが、やがて八塔寺（はっとうじ）に転化し、八塔寺山（堂山、行者山とも称す）、八塔寺村となった。
寺伝によれば、奈良時代、神亀5年（728年）聖武天皇の勅願により、鑑真あるいはは和気清麻呂と道鏡によって開基された。寺伝によれば、本尊として行基菩薩作の十一面観世音菩薩の霊像を祀る。平安仏教のよき理解者であった和気氏の庇護を受けて栄え、多くの高野聖が集り「西の高野山」と称された。
幾多の変遷の後、元暦元年（1184年）源頼朝により、鎌倉幕府の祈祷所として塔堂・僧舎が再建され、十三重の塔や七十二の寺院が建ち並び、盛隆を極めた。
南北朝時代に戦乱により本堂・伽藍等が焼失したが、江戸時代に入り、岡山藩により再興された。
寛政年間にまたも灰土に化した。
文化13年（1816年）、当山中興の祖、妙道により再創され、天保3年(1832年)、真言宗恵日山高顕寺と寺号を改め不動・愛染・毘沙門・弘法大師の霊像を祀る。

## 交通機関
- JR山陽本線吉永駅より備前市営バス八塔寺ヴィラ前行き、「八塔寺」下車。